# European Golden League 2024 (damer)
European Golden League 2024 var den 15:e upplagan av tävlingen som arrangeras av CEV och är öppen för de av deras medlemsförbunds landslag som inte var kvalificerade för den globala turneringen Volleyball Nations League 2024, men som inte heller spelade i den lägre divisionen European Silver League 2024. Tävlingen pågick mellan 15 maj och 16 juni 2024. Sverige vann turneringen genom att slå Tjeckien i finalen med 3-2 i set.

## Regelverk

### Format
Tävlingen består som föregående år av gruppspel följt av slutspel i cupformat mellan de fyra främsta lagen. Gruppspelet har dock ett radikalt annorlunda format med ett upplägg inspirerat Volleyball Nations League. Det innebär att det bara finns en grupp. Gruppspelet pågår över tre helger. Lagen möts och spelar fler matcher på en spelplats varje helg. Spelplatserna varierar mellan helgerna så att varje lag har en hemmahelg och två bortahelger och totalt sex matcher (d.v.s. ett lag kommer inte att möta alla andra lag). Arrangören av slutspelet samt de tre främsta lagen i serien utöver arrangören går vidare till slutspelet. Finallagen kvalificerar sig för FIVB Volleyball Challenger Cup 2024 medan det sista laget degraderas till European Silver League 2025.
 Tjeckien är värd för slutspelet, som spelas i Ostrava.

### Metod för att bestämma tabellplacering
Om slutresultatet blev 3-0 eller 3-1 tilldelades 3 poäng till det vinnande laget och 0 till det förlorande laget, om slutresultatet blev 3-2 tilldelades 2 poäng till det vinnande laget och 1 till det förlorande laget.
Lagens position i respektive grupp bestämdes utifrån (i tur och ordning):
- Antal vunna matcher
- Poäng;
- Kvot vunna/förlorade set
- Kvot vunna/förlorade bollpoäng;
- Inbördes möten.

## Deltagande lag
| Lag          | Turnering                         | Deltog senast               |
| ------------ | --------------------------------- | --------------------------- |
| Azerbajdzjan | Wild card                         | European Golden League 2021 |
| Belgien      | 3:a i European Golden League 2023 | European Golden League 2023 |
| Estland      | 1:a i European Silver League 2023 | Debut                       |
| Kroatien     | Wild card                         | European Golden League 2022 |
| Rumänien     | 7:a i European Golden League 2023 | European Golden League 2023 |
| Slovakien    | 6:a i European Golden League 2023 | European Golden League 2023 |
| Slovenien    | Wild card                         | European League 2016        |
| Spanien      | Wild card                         | European Golden League 2022 |
| Sverige      | 2:a i European Golden League 2023 | European Golden League 2023 |
| Tjeckien     | 4:a i European Golden League 2023 | European Golden League 2023 |
| Ukraina      | 1:a i European Golden League 2023 | European Golden League 2023 |
| Österrike    | Wild card                         | European Golden League 2019 |

## Turneringen[5]

### Gruppspel

#### Första veckan

##### Grupp 1
| 17 maj 2024 Spordihall, Rakvere Speltid: 1:21 - Åskådare: 720 | Slovenien | 3 - 0 | Estland   | 25-23, 25-18, 25-18               |
| 18 maj 2024 Spordihall, Rakvere Speltid: 1:54 - Åskådare: 70  | Ukraina   | 3 - 2 | Slovenien | 23-25, 25-15, 20-25, 25-17, 15-11 |
| 19 maj 2024 Spordihall, Rakvere Speltid: 1:00 - Åskådare: 580 | Estland   | 0 - 3 | Ukraina   | 11-25, 14-25, 13-25               |

##### Grupp 2
| 17 maj 2024 Nastavno-Sportska DGV, Osijek Speltid: 1:29 - Åskådare: 300 | Azerbajdzjan | 3 - 0 | Kroatien     | 25-19, 25-19, 25-22        |
| 18 maj 2024 Nastavno-Sportska DGV, Osijek Speltid: 1:58 - Åskådare: 50  | Slovakien    | 3 - 1 | Azerbajdzjan | 21-25, 25-20, 25-16, 25-19 |
| 19 maj 2024 Nastavno-Sportska DGV, Osijek Speltid: 1:25 - Åskådare: 300 | Kroatien     | 3 - 0 | Slovakien    | 25-21, 25-17, 25-21        |

##### Grupp 3
| 17 maj 2024 Sparbanken Skåne Arena, Lund Speltid: 2:22 - Åskådare: 1 410 | Spanien | 2 - 3 | Sverige | 28-26, 22-25, 25-22, 18-25, 12-15 |
| 18 maj 2024 Sparbanken Skåne Arena, Lund Speltid: 1:47 - Åskådare: 576   | Belgien | 3 - 1 | Spanien | 28-30, 25-16, 25-18, 25-16        |
| 19 maj 2024 Sparbanken Skåne Arena, Lund Speltid: 1:24 - Åskådare: 1 679 | Sverige | 0 - 3 | Belgien | 17-25, 19-25, 14-25               |

##### Grupp 4
| 16 maj 2024 Sportaréna, Teplice Speltid: 1:07 - Åskådare: 700 | Österrike | 0 - 3 | Tjeckien  | 10-25, 9-25, 19-25         |
| 17 maj 2024 Sportaréna, Teplice Speltid: 1:13 - Åskådare: 60  | Rumänien  | 3 - 0 | Österrike | 25-13, 25-20, 25-19        |
| 18 maj 2024 Sportaréna, Teplice Speltid: 1:59 - Åskådare: 850 | Tjeckien  | 3 - 1 | Rumänien  | 25-18, 22-25, 25-23, 25-23 |

#### Andra veckan

##### Grupp 5
| 24 maj 2024 Multiversum Eventhalle, Schwechat Speltid: 1:50 - Åskådare: 330 | Slovakien | 3 - 1 | Österrike | 22-25, 25-15, 25-19, 25-23 |
| 25 maj 2024 Multiversum Eventhalle, Schwechat Speltid: 1:15 - Åskådare: 90  | Ukraina   | 3 - 0 | Slovakien | 25-20, 25-21, 25-11        |
| 26 maj 2024 Multiversum Eventhalle, Schwechat Speltid: 1:51 - Åskådare: 460 | Österrike | 1 - 3 | Ukraina   | 22-25, 25-20, 14-25, 24-26 |

##### Grupp 6
| 24 maj 2024 Sala polivalentă Alba Blaj, Blaj Speltid: 1:09 - Åskådare: 1 300 | Azerbajdzjan | 0 - 3 | Rumänien     | 19-25, 15-25, 10-25 |
| 25 maj 2024 Sala polivalentă Alba Blaj, Blaj Speltid: 1:23 - Åskådare: 100   | Sverige      | 3 - 0 | Azerbajdzjan | 25-19, 25-19, 25-19 |
| 26 maj 2024 Sala polivalentă Alba Blaj, Blaj Speltid: 1:25 - Åskådare: 1 500 | Rumänien     | 3 - 0 | Sverige      | 25-23, 25-23, 25-18 |

##### Grupp 7
| 24 maj 2024 Športna Dvorana Ljudski Vrt, Maribor Speltid: 1:26 - Åskådare: 300 | Spanien   | 3 - 0 | Slovenien | 25-16, 25-22, 25-13        |
| 25 maj 2024 Športna Dvorana Ljudski Vrt, Maribor Speltid: 1:19 - Åskådare: 100 | Tjeckien  | 3 - 0 | Spanien   | 25-19, 25-19, 25-17        |
| 26 maj 2024 Športna Dvorana Ljudski Vrt, Maribor Speltid: 2:05 - Åskådare: 300 | Slovenien | 1 - 3 | Tjeckien  | 16-25, 25-20, 21-25, 21-25 |

##### Grupp 8
| 24 maj 2024 Topsporthal, Beveren Speltid: 1:04 - Åskådare: 1 521 | Estland  | 0 - 3 | Belgien  | 9-25, 19-25, 10-25         |
| 25 maj 2024 Topsporthal, Beveren Speltid: 2:05 - Åskådare: 75    | Kroatien | 3 - 1 | Estland  | 25-23, 25-27, 25-14, 30-28 |
| 26 maj 2024 Topsporthal, Beveren Speltid: 1:31 - Åskådare: 1 897 | Belgien  | 3 - 1 | Kroatien | 25-19, 25-14, 14-25, 25-15 |

#### Tredje veckan

##### Grupp 9
| 31 maj 2024 Hemmaplan dello sport A.Y.S., Baku Speltid: 1:19 - Åskådare: 985 | Estland      | 0 - 3 | Azerbajdzjan | 21-25, 12-25, 20-25              |
| 1 juni 2024 Hemmaplan dello sport A.Y.S., Baku Speltid: 1:53 - Åskådare: 120 | Österrike    | 1 - 3 | Estland      | 25-16, 23-25, 21-25, 15-25       |
| 2 juni 2024 Hemmaplan dello sport A.Y.S., Baku Speltid: 2:04 - Åskådare: 520 | Azerbajdzjan | 2 - 3 | Spanien      | 25-22, 25-19, 23-25, 16-25, 8-15 |

##### Grupp 10
| 31 maj 2024 Palacio de Deportes de Gijón, Gijón Speltid: 1:56 - Åskådare: 2 200 | Kroatien | 2 - 3 | Spanien  | 17-25, 25-16, 20-25, 25-23, 8-15 |
| 1 juni 2024 Palacio de Deportes de Gijón, Gijón Speltid: 1:11 - Åskådare: 250   | Rumänien | 3 - 0 | Kroatien | 25-18, 25-22, 25-21              |
| 2 juni 2024 Palacio de Deportes de Gijón, Gijón Speltid: 1:35 - Åskådare: 2 500 | Spanien  | 3 - 1 | Rumänien | 15-25, 25-19, 25-16, 25-18       |

##### Grupp 11
| 31 maj 2024 Športová hala Pasienky, Bratislava Speltid: 1:31 - Åskådare: 1 950 | Sverige   | 3 - 0 | Slovakien | 25-19, 25-23, 25-18 |
| 1 juni 2024 Športová hala Pasienky, Bratislava Speltid: 1:21 - Åskådare: 300   | Slovenien | 0 - 3 | Sverige   | 18-25, 20-25, 23-25 |
| 2 juni 2024 Športová hala Pasienky, Bratislava Speltid: 1:36 - Åskådare: 1 850 | Slovakien | 3 - 0 | Slovenien | 25-21, 29-27, 25-22 |

##### Grupp 12
| 31 maj 2024 Arena Jaskółka, Tarnów Speltid: 1:20 - Åskådare: 100 | Tjeckien | 3 - 0 | Ukraina  | 25-20, 25-19, 25-22        |
| 1 juni 2024 Arena Jaskółka, Tarnów Speltid: 2:02 - Åskådare: 56  | Belgien  | 3 - 1 | Tjeckien | 23-25, 26-24, 25-18, 25-20 |
| 2 juni 2024 Arena Jaskółka, Tarnów Speltid: 1:56 - Åskådare: 120 | Ukraina  | 3 - 1 | Belgien  | 21-25, 28-26, 18-25, 23-25 |

#### Sluttabell
| Pos. | Lag          | Pt | G | V | P | VS | FS | Kvot  | VP  | FP  | Kvot  |
| ---- | ------------ | -- | - | - | - | -- | -- | ----- | --- | --- | ----- |
| 1.   | Belgien      | 18 | 6 | 6 | 0 | 18 | 4  | 4,500 | 542 | 418 | 1,296 |
| 2.   | Tjeckien     | 15 | 6 | 5 | 1 | 16 | 5  | 3,200 | 504 | 425 | 1,185 |
| 3.   | Rumänien     | 12 | 6 | 4 | 2 | 14 | 6  | 2,333 | 467 | 408 | 1,144 |
| 4.   | Sverige      | 11 | 6 | 4 | 2 | 12 | 8  | 1,500 | 452 | 433 | 1,043 |
| 5.   | Ukraina      | 11 | 6 | 4 | 2 | 13 | 9  | 1,444 | 505 | 444 | 1,137 |
| 6.   | Spanien      | 9  | 6 | 3 | 3 | 12 | 12 | 1,000 | 509 | 515 | 0,988 |
| 7.   | Slovakien    | 9  | 6 | 3 | 3 | 9  | 11 | 0,818 | 443 | 457 | 0,969 |
| 8.   | Azerbajdzjan | 7  | 6 | 2 | 4 | 9  | 12 | 0,750 | 428 | 465 | 0,920 |
| 9.   | Kroatien     | 7  | 6 | 2 | 4 | 9  | 13 | 0,692 | 469 | 494 | 0,949 |
| 10.  | Slovenien    | 4  | 6 | 1 | 5 | 6  | 15 | 0,400 | 433 | 491 | 0,881 |
| 11.  | Estland      | 3  | 6 | 1 | 5 | 4  | 16 | 0,250 | 371 | 489 | 0,758 |
| 12.  | Österrike    | 2  | 6 | 1 | 5 | 6  | 17 | 0,352 | 447 | 531 | 0,841 |

      Kvalificerade för slutspel.
      Nedflyttade till European Silver League 2025.

### Slutspelsrundan
|  | Semifinaler | Semifinaler | Semifinaler |          |   | Final               | Final               | Final               |  |
|  |             |             |             |          |   |                     |                     |                     |  |
|  | 1           | Belgien     | 2           |          |   |                     |                     |                     |  |
|  | 1           | Belgien     | 2           |          |   |                     |                     |                     |  |
|  | 4           | Sverige     | 3           |          |   |                     |                     |                     |  |
|  | 4           | Sverige     | 3           |          | 4 | Sverige             | 3                   |                     |  |
|  |             |             |             |          | 4 | Sverige             | 3                   |                     |  |
|  |             |             | 2           | Tjeckien | 2 |                     |                     |                     |  |
|  | 2           | Tjeckien    | 2           | Tjeckien | 2 | 3                   |                     |                     |  |
|  | 2           | Tjeckien    |             |          |   | 3                   |                     |                     |  |
|  | 3           | Rumänien    | 1           |          |   | Match om tredjepris | Match om tredjepris | Match om tredjepris |  |
|  | 3           | Rumänien    | 1           |          |   |                     |                     |                     |  |
|  |             |             |             |          |   |                     |                     |                     |  |
|  |             |             |             |          |   | 1                   | Belgien             | 3                   |  |
|  |             |             |             |          |   | 1                   | Belgien             | 3                   |  |
|  |             |             |             |          |   | 3                   | Rumänien            | 0                   |  |

#### Semifinaler
| 15 juni 2024 Zimní stadion Ostrava-Poruba, Ostrava Speltid: - Åskådare: | Belgien  | 2 - 3 | Sverige  | 25-16, 22-25, 22-25, 25-22, 12-15 |
| 15 juni 2024 Zimní stadion Ostrava-Poruba, Ostrava Speltid: - Åskådare: | Tjeckien | 3 - 1 | Rumänien | 19-25, 25-13, 25-18, 30-28        |

#### Match om tredjepris
| 16 juni 2024 Zimní stadion Ostrava-Poruba, Ostrava Speltid: - Åskådare: | Belgien | 3 - 0 | Rumänien | 25-14, 25-12, 25-19 |

#### Final
| 16 juni 2024 Zimní stadion Ostrava-Poruba, Ostrava Speltid: - Åskådare: | Sverige | 3 - 2 | Tjeckien | 25-22, 21-25, 18-25, 25-20, 15-11 |

## Slutplaceringar
| Pos | Lag          | Vidare till                    |
| --- | ------------ | ------------------------------ |
|     | Sverige      | Volleyball Challenger Cup 2024 |
|     | Tjeckien     | Volleyball Challenger Cup 2024 |
|     | Belgien      |                                |
| 4   | Rumänien     |                                |
| 5   | Ukraina      |                                |
| 6   | Spanien      |                                |
| 7   | Slovakien    |                                |
| 8   | Azerbajdzjan |                                |
| 9   | Kroatien     |                                |
| 10  | Slovenien    |                                |
| 11  | Estland      |                                |
| 12  | Österrike    | European Silver League 2025    |